# Frederiksberg Provsti
Frederiksberg Provsti er et provsti i Københavns Stift.  Provstiet ligger i Frederiksberg Kommune.
Frederiksberg Provsti består af 9 sogne, 11 kirker og 9 pastorater.

## Pastorater
| Pastorater i Frederiksberg Provsti | Pastorater i Frederiksberg Provsti | Pastorater i Frederiksberg Provsti |
| ---------------------------------- | ---------------------------------- | ---------------------------------- |
| Flintholm Pastorat                 | Frederiksberg Pastorat             | Godthaabs Pastorat                 |
| Lindevang Pastorat                 | Mariendals Pastorat                | Sankt Lukas Pastorat               |
| Sankt Markus Pastorat              | Sankt Thomas Pastorat              | Solbjerg Pastorat                  |

## Sogne
| Sogne i Frederiksberg Provsti | Sogne i Frederiksberg Provsti | Sogne i Frederiksberg Provsti |
| ----------------------------- | ----------------------------- | ----------------------------- |
| Flintholm Sogn                | Frederiksberg Sogn            | Godthaabs Sogn                |
| Lindevang Sogn                | Mariendals Sogn               | Sankt Lukas Sogn              |
| Sankt Markus Sogn             | Sankt Thomas Sogn             | Solbjerg Sogn                 |